# Serromyia crassifemorata
Serromyia crassifemorata är en tvåvingeart som beskrevs av Malloch 1914. Serromyia crassifemorata ingår i släktet Serromyia och familjen svidknott. Inga underarter finns listade i Catalogue of Life.